# مصحف علی
مُصحَف علی به نسخه‌ای از قرآن گفته‌می‌شود که به کوشش علی بن ابی‌طالب گردآوری شده‌است. علی یکی از اولین گردآورندگان قرآن بود و سوره‌های قرآن را به ترتیب تاریخ نزول چیده‌بود. همچنین، روایت‌شده که این مصحف شامل مطالب تفسیری مانند نسخ آیات نیز بود. منابع شیعی می‌نویسند که پس از درگذشت محمد، علی مصحفش را به گروه حکومتی جمع‌آوری قرآن عرضه می‌کند ولی با مخالفت صحابه روبه‌رو و مجبور می‌شود قرآن را به خانه‌اش برگرداند. گرچه وجود تاریخی مصحف علی مسلم است، اما به مانند دیگر مصحف صحابه چیزی به عنوان واقعیت خارجی در دسترس نیست. گروه‌هایی از شیعیان در طول تاریخ به تفاوت‌های عمده این مصحف با قرآن فعلی اعتقاد داشتند ولی با مخالفت جمع کثیری از روحانیون و قرآن پژوهان شیعه مواجه شده‌اند. علی از قاریان اصلی قرآن هم بود و قرائتی از او برجای مانده که، به گفتهٔ برخی نویسندگان کتاب‌های قرائات قرآن، با قرائت حفص از عاصم یکی است.

## داستان جمع‌آوری
در بعضی از روایات آمده‌است که علی اولین فردی بود که اقدام به جمع‌آوری قرآن کرد. داستان عموماً چنین روایت شده‌است که پس از آغاز خلافت ابوبکر علی در خانه ماند. به ابوبکر گفتند که علی از بیعت با تو کراهت دارد. ابوبکر از علی پرسید: «آیا تو از بیعت با من کراهت داری؟» علی گفت: «با خود پیمان بسته‌ام که جز روز جمعه لباس روئین نپوشم تا کتاب خدا را در مصحفی گرد آورم». سپس مصحف را بر شتری نهاده و به مسجد پیامبر می‌برد؛ ولی صحابه آن را قبول نمی‌کنند و علی می‌گوید دیگر آن را نخواهید دید. مدرسی این داستان را ساختهٔ اهل سنت برای توجیه عدم حضور علی در سقیفه و نارضایتی او از خلافت ابوبکر می‌داند. ابوبکر سجستانی می‌گوید: «وجود و جمع مصحف توسط علی را کسی جز اشعث نقل نکرده و سخن او استوار نیست». همچنین عبارت «تا آنکه قرآن را جمع کنم» در عربی به معنی حفظ و ازبر کردن قرآن است و به کسی که قرآن را حفظ کرده می‌گویند قرآن را جمع کرده‌است.

## ویژگی‌ها

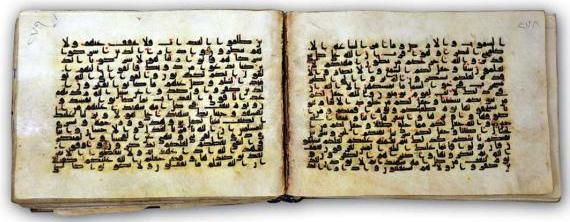
دست‌نوشتهٔ قرآن به امضای علی بن ابی طالب که در کتابخانهٔ حرم امام علی نگهداری می‌شود. این دو صفحه آیات ۷۷ تا ۹۲ سورهٔ نحل هستند که به خط کوفی نوشته شده‌اند.

محمد بن عبدالکریم شهرستانی در کتاب تفسیر خود «مفاتیح الاسرار و مصابیح الأبرار» دربارهٔ مصحف می‌نویسد سوره‌ها به ترتیب نزول مرتب شده‌بودند و مصحف علی دارای متن و حواشی، علاوه بر متن اصلی قرآن، بود که البته نظر دوم را تنها شهرستانی بیان کرده‌است. شیخ مفید می‌نویسد در این مصحف تأویل آیات قرآن آمده‌بود. برخی دیگر نوشته‌اند که منسوخ را قبل از ناسخ آورده و بسیاری از مبهمات قرآن مانند اسامی برخی منافقان را در آن آشکار کرده‌بود و این دلیل ردشدن مصحف به دستور برخی صحابه و در عین حال تأیید مصحف عثمان از زبان علی بود. بسیاری از منابع شیعی بر این اعتقادند که مصحف از امامی به امام بعدی به ارث می‌رسید و اکنون در نزد حجت بن الحسن است.
گروه‌هایی از شیعیان در طول تاریخ با استناد به روایاتی به تفاوت‌های عمده این مصحف با قرآن فعلی اعتقاد داشتند. به عنوان مثالی از این روایات، شیخ کلینی رازی در الکافی با اسناد خود از جابر از محمد باقر نقل کرده‌است که به جز جانشیان پیامبر کسی حق ندارد ادعا کند که همهٔ قرآن، ظاهر و باطنش، نزد اوست. سید ابوالقاسم خویی در مقدمهٔ البیان فی تفسیر القرآن وجود تفاوت‌های عمده در مصحف علی را رد می‌کند. او پس از ضعیف دانستن سند دسته‌ای از این احادیث و کنار گذاشتن آنان، محتوای تنزیلی اشاره شده در احادیث معتبر را از گونه سخنانی می‌داند که برای شرح آیات قرآن از طرف خداوند نازل شده‌است. همچنین، او احادیثی در تأیید عدم تحریف قرآن فعلی آورده‌است.

## شناسایی
از بین مورخان تنها دو تن اقدام به توصیف دقیق ترتیب سوره‌ها در مصحف علی کرده‌اند. ابن واضح یعقوبی در تاریخ یعقوبی می‌نویسد که علی قرآن را به هفت جز به ترتیب زیر تقسیم کرده‌بود:
| جزء بقره    | بقره، یوسف، عنکبوت، روم، لقمان، فصلت، ذاریات، انسان، سجده، نازعات، تکویر، انشقاق، اعلی و بینه.                |
| جزء آل‌عمران | آل‌عمران، هود، حج، حجر، احزاب، دخان، رحمن، حاقه، المعارج، عبس، ضحی، قدر، زلزال، همزه، فیل و قریش.              |
| جزء نساء    | نساء، نحل، مومنون، یس، شوری، واقعه، الملک، مدثر، ماعون، اخلاص، عصر، قارعه، البروج، تین و نمل.                 |
| جزء مائده   | مائده، یونس، مریم، نمل، شعرا، زخرف، حجرات، ق، قمر، ممتحنه، الطارق، بلد، انشراح، عادیات، کوثر و کافرون.        |
| جزء انعام   | انعام، اسراء، انبیا، فرقان، قصص، غافر، مجادله، حشر، جمعه، منافقون، نون و القلم، نوح، جن، مرسلات، ضحی و تکاثر. |
| جزء اعراف   | اعراف، ابراهیم، کهف، نور، ص، جاثیه، محمد، حدید، مزمل، قیامه، نباء، غاشیه، فجر، لیل و نصر.                     |
| جزء انفال   | انفال، توبه، طه، ملائکه، صافات، احقاف، فتح، طور، نجم، صف، تغابن، طلاق، مطففین، ناس و فلق.                     |

هر جزء در ترتیب بالا ۸۸۶ آیه دارد. محققان چندین مشکل در این فهرست ذکر کرده‌اند:
1. پنج سوره در فهرست یعقوبی قرار ندارند: فاتحه، رعد، سبا، تحریم و علق.
2. با اجماع راویان بر اینکه در مصحف علی سوره‌ها به‌ترتیب زمان نزول آورده‌شده‌بودند مغایرت دارد.
3. محمود رامیار این تلاش برای تقسیم قرآن به هفت جزء با طول مساوی از نظر تعداد آیات را بسیار تصنعی و از قبیل کارهایی می‌داند که در قرن سوم هجری در شماره کردن آیات قرآن رایج بود.

ابن ندیم در کتاب تاریخ خود الفهرست می‌نویسد: «من این مصحف را دیدم و به مرور زمان اوراقی از آن افتاده بود و این است ترتیب سوره‌ها در این مصحف…». ادامه متن در تمام نسخ الفهرست افتاده‌است و ترتیب ابن ندیم امروزه در دسترس نیست.
نوشتارهای قرآنی متعددی به امضای علی بن ابی طالب (و گاهی علی بن ابو طالب) وجود دارند که همگی از نظر متن با مصحف عثمان برابری می‌کنند. بسیاری از این مصحف نمی‌توانند به قلم علی نوشته‌شده باشند. محمود رامیار در تحلیل منشأ این نوشتارها احتمال می‌دهد علی در کوفه دستور به نوشتن قرآن داده‌است یا تعدادی از کاتبان قرآن همنام علی بودند. احتمال‌های دیگر اینچنین هستند که پادشاهان برای آنکه خزانه خود را خالی از این قرآن ارزشمند نبینند دستور به کتابت قرآن به نام علی داده‌اند؛ یا اشخاصی برای آنکه نشان دهند مصحف علی با مصحف عثمان یکی بوده این نسخ را از روی قرآن عثمان به نام قرآن علی نوشته‌اند.

## قرائت علی
علی همچنین از معدود قاریان اصلی قرآن بود و قرائتش حفظ شده‌است. ادعاهایی مبنی بر تعدادی تفاوت بین قرائت علی و قرائت فعلی شده‌است؛ هرچند چندین نویسنده که در مورد قرائت های قرآن کتاب نوشته‌اند تأکید کرده‌اند که قرائت حفص از عاصم، که برای مدت‌ها قرائت غالب و استاندارد است، همان قرائت علی است. از عاصم نقل شده که به حفص گفته‌است که قرائتی را که به او یاد داده از ابو عبدالرحمن السلامی گرفته و ابو عبدالرحمن نیز قرائت خود را از علی فراگرفته‌است. هیچ‌کدام از تفاوت‌هایی که به قرآن علی نسبت می‌دهند در قرائت حفص از عاصم یافت نمی‌شود. شیعیان گرچه عاصم را دارای گرایش‌های شیعی می‌دانند، قرائت او را متفاوت با قرائت علی می‌دانند. اهل سنت از این نکته که قرائت السلامی تفاوتی با قرائت حفص از عاصم ندارد برای مقابله با عقیده شیعه مبنی بر تفاوت قرائت‌ها استفاده می‌کردند، هرچند به گفتهٔ مدرسی احتمالاً روایات مبنی بر برابری قرائت علی با قرائت حفص از عاصم را اهل سنت برای خلع سلاح شیعیان در مناظره‌ها جعل کرده‌باشند.

## برای مطالعهٔ بیشتر
- فرشچیان، رضا (۱۳۸۵). «مصحف امیرالمؤمنین (ع) یا نخستین کتاب در حوزه علوم قرآنی». دانشکده ادبیات و علوم انسانی دانشگاه تهران (۱۷۸): ۱–۲۰. دریافت‌شده در ۲۰۱۴-۰۲-۲۸.
- عاشوری تلوکی، نادعلی (۱۳۷۹). ««البیان» و جمع قرآن». بینات (۲۶): ۱۴۲–۱۶۶. دریافت‌شده در ۲۰۱۴-۰۲-۲۸.
- قرآن جدیدی که امام زمان (عج) در زمان ظهور می‌آورند چیست ؛ قرآن امام زمان(عج)

- Burton, John (2004). "The Collection of the Qurʾān". [[دانشنامه قرآن|Encyclopedia of Quran]] (به انگلیسی) (First ed.). Brill Online. {{cite encyclopedia}}: URL–wikilink conflict (help); Unknown parameter |ویراستاران= ignored (help)
- Leehmuis, Frederik (2004). "Codices of the Qurʾān". [[دانشنامه قرآن|Encyclopedia of Quran]] (به انگلیسی) (First ed.). Brill Online. {{cite encyclopedia}}: URL–wikilink conflict (help); Unknown parameter |ویراستاران= ignored (help)
- Leehmuis, Frederik (2004). "Readings of the Qurʾān". [[دانشنامه قرآن|Encyclopedia of Quran]] (به انگلیسی) (First ed.). Brill Online. {{cite encyclopedia}}: URL–wikilink conflict (help); Unknown parameter |ویراستاران= ignored (help)
- Déroche, François (2004). "Manuscripts of the Qurʾān". [[دانشنامه قرآن|Encyclopedia of Quran]] (به انگلیسی) (First ed.). Brill Online. {{cite encyclopedia}}: URL–wikilink conflict (help); Unknown parameter |ویراستاران= ignored (help)